# Estación de Arts et Métiers
Arts et Métiers (en español: Artes y Oficios) es una estación de las líneas 3 y 11 del metro de París situada junto al Conservatorio Nacional de Artes y Oficios, en el III Distrito de la ciudad.

## Historia
La estación fue inaugurada el 19 de octubre de 1904 con la apertura del tramo inicial de la línea 3. Por su parte, la línea 11 llegó el 28 de abril de 1935.

## Descripción

### Estación de la línea 3
Se compone de dos andenes ligeramente curvados de 75 metros de longitud y de dos vías.
Está diseñada en bóveda elíptica revestida completamente de los clásicos azulejos blancos  del metro parisino, aunque en este caso son planos, sin biselar.
La iluminación es de estilo Ouï-dire realizándose a través de estructuras que recorren los andenes sujetados por elementos curvados que proyectan una luz difusa en varias direcciones. Inicialmente esta iluminación coloreaba las bóvedas pero esta característica se ha perdido. 
La señalización, sobre paneles metálicos de color azul y letras blancas adopta la tipografía Motte. Por último, los escasos asientos de la estación son verdes, individualizados y de tipo Motte. 

### Estación de la línea 11

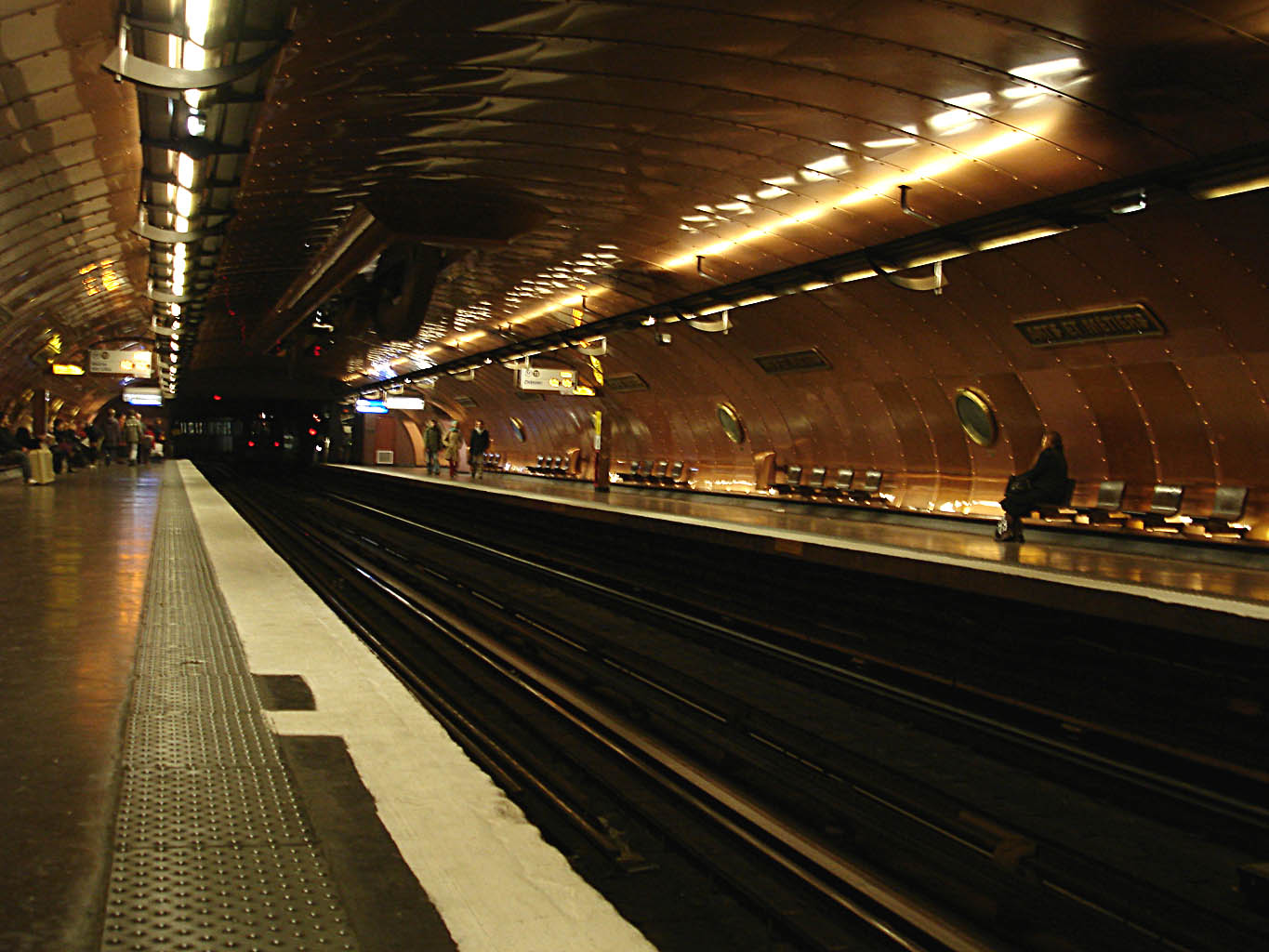
Vista general de la estación de la línea 11.

Se compone de dos andenes curvados de 75 metros de longitud y de dos vías.
Es, sin duda, la estación más original de la red ya que su decoración simula el interior de un submarino. Las bóvedas y paredes se han recubierto de placas de cobre con ojos de buey repartidos a lo largo de la estación que hacen de vitrinas donde se pueden observar representaciones del satélite Telstar, de una rueda hidráulica, del puente Antoinette obra de Paul Séjourné y de una esfera armilar. En el centro de la bóveda, un hueco deja entrever varios engranajes. Los asientos son metálicos y las papeleras forradas de cobre. La señalización, por su parte, también se ha adaptado al estilo submarino.
Es también la única estación que conserva una escalera mecánica con peldaños de madera.

## Accesos
La estación dispone de cinco accesos:
- C/Reaumur, 42
- C/Turbigo, 48
- C/Turbigo, 51
- C/Turbigo, 57
- C/Reaumur esq. C/Vertus (2 bocas)